# Ho cambiato i piani
Ho cambiato i piani è un singolo della cantante italiana Arisa, estratto dalla colonna sonora del film Nove lune e mezza e pubblicato il 6 ottobre 2017.

## Descrizione
Il brano, scritto da Niccolò Agliardi ed Edwyn Roberts, è il tema portante del film diretto da Michela Andreozzi che ha come protagonista la stessa regista e Claudia Gerini.

## Video musicale
Il videoclip, anch'esso diretto da Michela Andreozzi, è stato pubblicato in anteprima da la Repubblica. Dal 17 ottobre il video è disponibile su YouTube e dopo meno di un mese raggiunge 1 milione di visualizzazioni.

## Riconoscimenti
- 2018 – Nastro d'argento[4]
  - Candidatura per la migliore canzone originale per il film Nove lune e mezza